# Jean Sobieski
Jean Sobieski (ur. 15 listopada 1937 w Cannes) – francuski aktor i artysta malarz.

## Życiorys
Urodził się w Cannes 15 listopada 1937, grał w filmach francuskich oraz spaghetti westernach. Był w związku z piosenkarka Dalidą w latach 1961–1963. W 1966 poślubił aktorkę Olgę Georges-Picot, z którą rozwiódł się dwa lata później.
Jest ojcem Leelee Sobieski.

## Filmografia

### Filmy
- 1963: Strip-tease – Jean-Loup
- 1964: La Cousine Bette – hrabia Wenceslas Steinbock
- 1965: Évariste Galois – strzelec wyborowy
- 1965: Les Chiens dans la nuit
- 1966: La Sentinelle endormie – Nicolas
- 1967: Le Chevalier Des Touches
- 1968: Temptation
- 1968: La Loi des colts (E Venne il tempo di uccidere) – zastępca szeryfa Burt Donen
- 1968: La Mort a pondu un œuf (La Morte ha fatto l’uovo) – Mondaini
- 1968: Les Russes ne boiront pas de Coca-Cola ! (Italian Secret Service) – Edward Stevens
- 1968: Le Pacha – Léon
- 1969: Perversion Story (Una Sull’altra) – Larry
- 1969: Playgirl 70
- 1970: Dernier domicile connu – Aden
- 1975: Perverse Jeunesse (Amore mio spogliati, che poi ti spiego!)

### Seriale
- 1964: Foncouverte – Saint Georges
- 1967: Les Chevaliers du ciel – porucznik Philippe Larrafieu